# Elektroconvulsietherapie

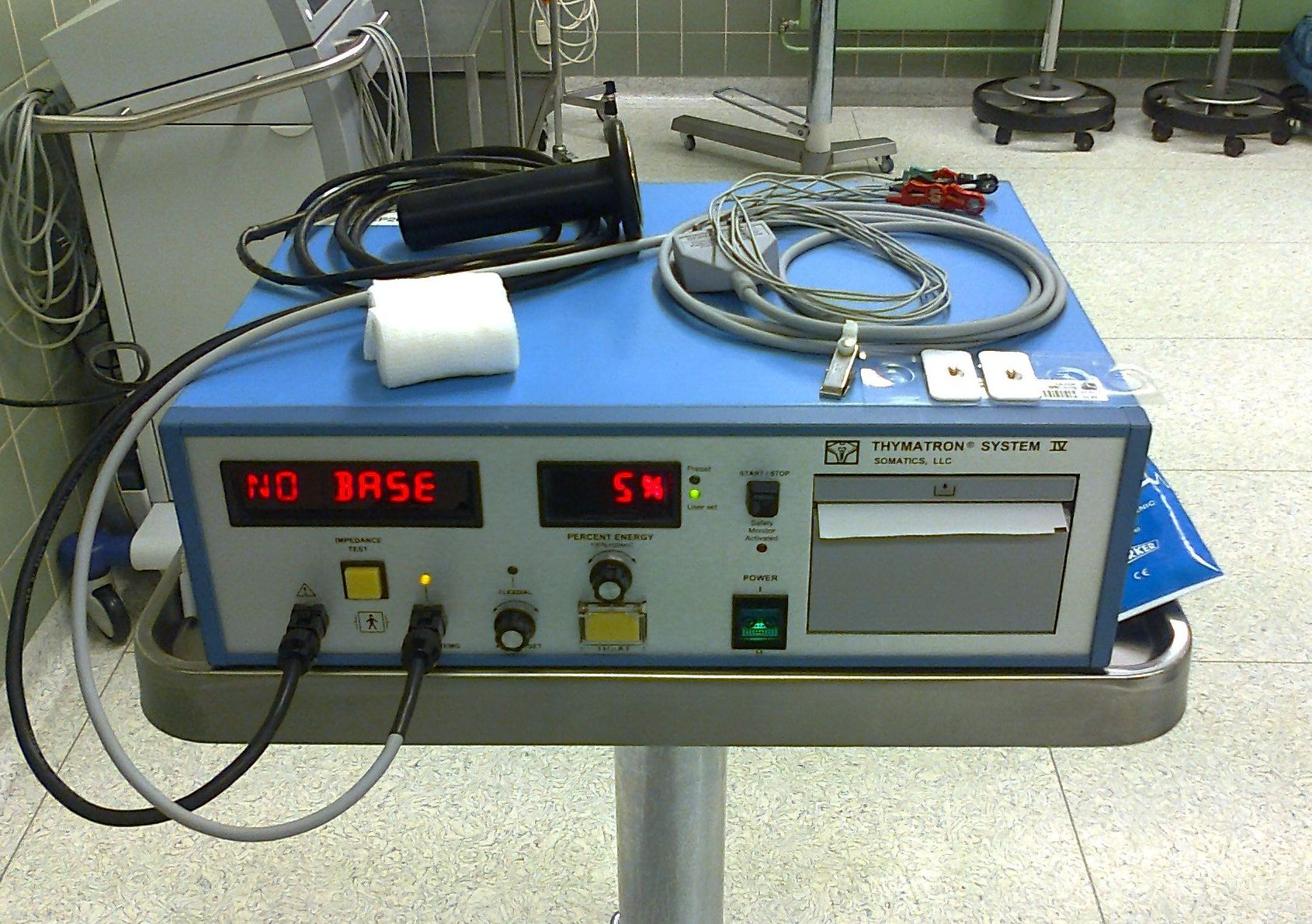
Hedendaags apparaat voor elektroconvulsietherapie

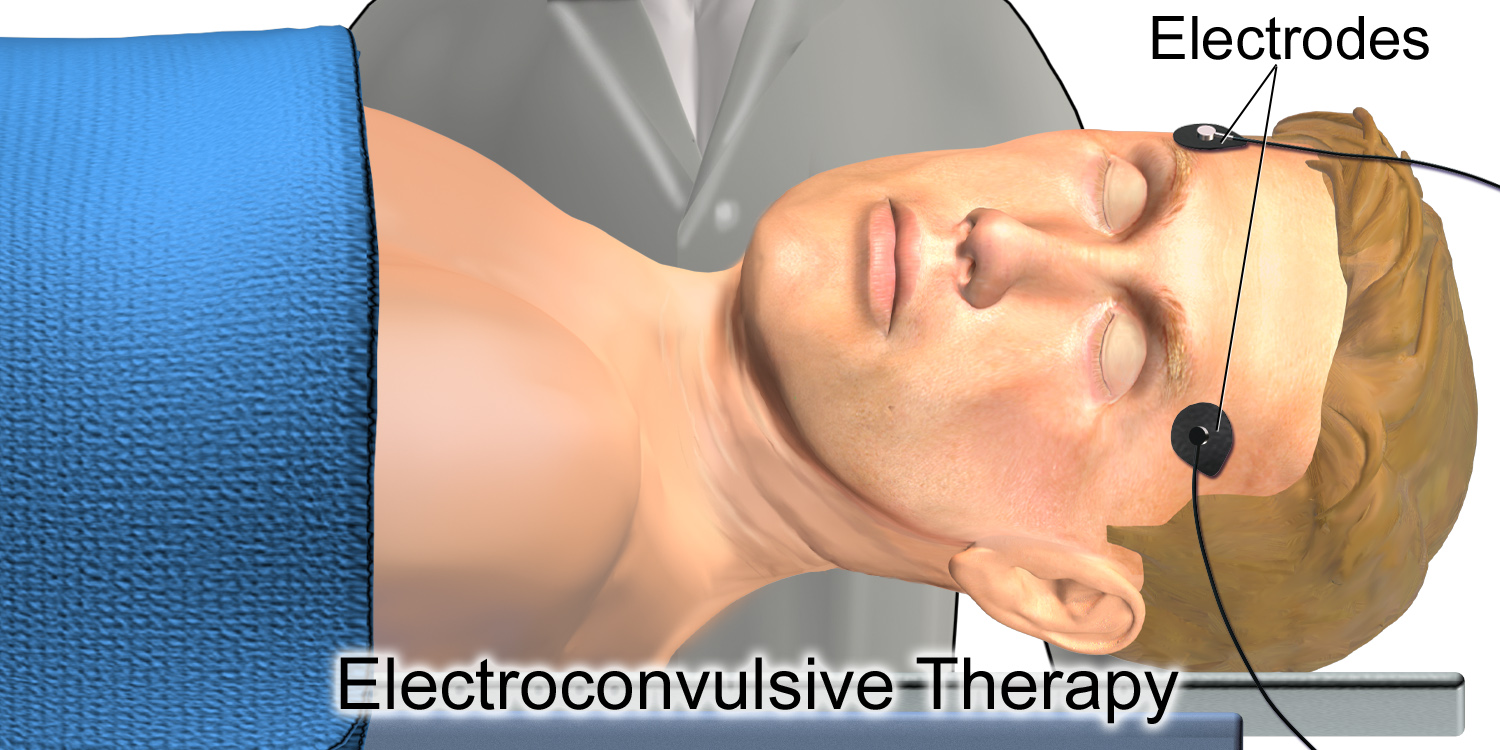
Illustratie van ECT

Elektroconvulsietherapie (ECT), of met een oudere aanduiding elektroshocktherapie of kortweg elektroshock, is een behandeling van patiënten waarbij door middel van het opwekken van een epileptisch insult, uitgelokt door een stroomstoot door het hoofd, getracht wordt bepaalde psychiatrische aandoeningen te behandelen. De belangrijkste indicatie voor ECT is een ernstige therapieresistente depressie, waarbij psychofarmaca en psychotherapie niet meer helpen.

## Geschiedenis

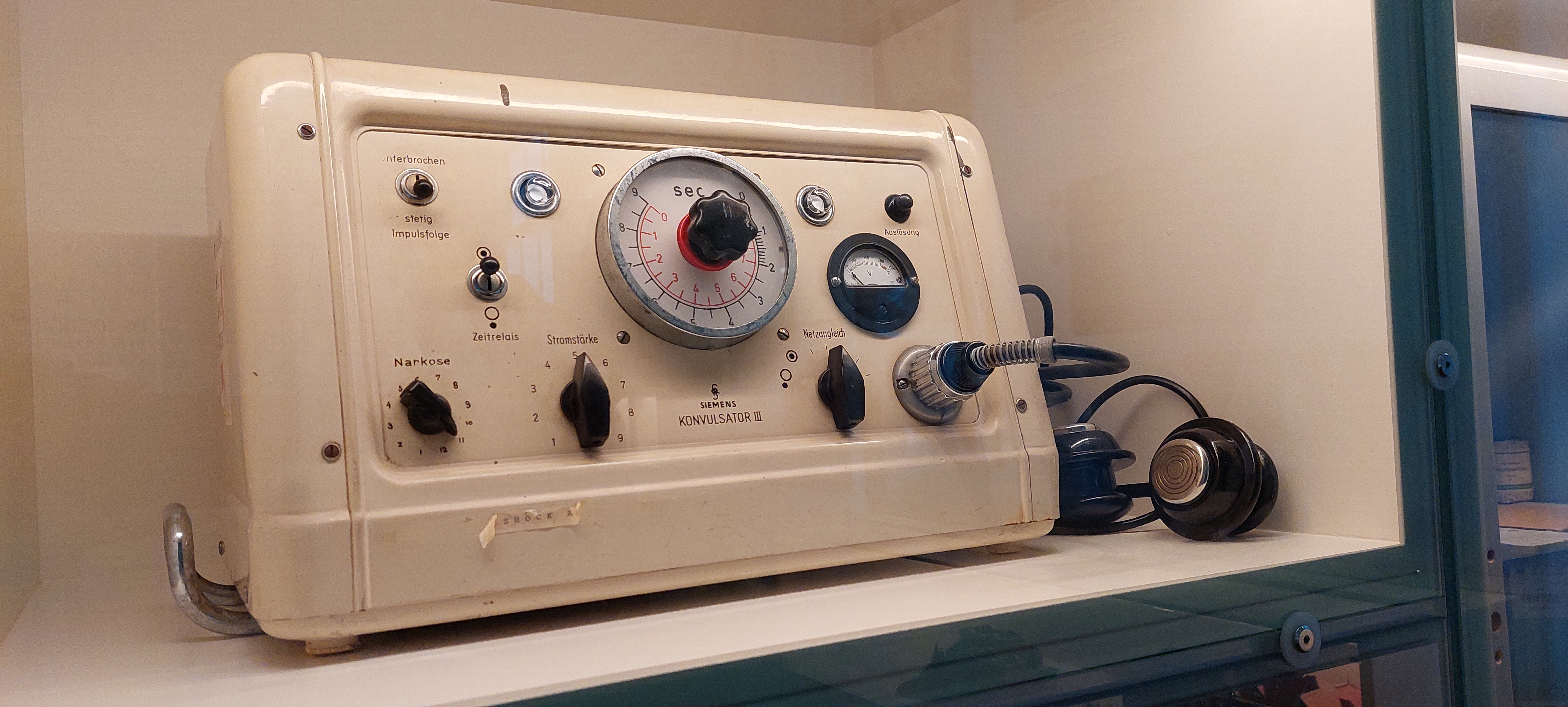
Electroshockapparaat uit 1946

ECT werd ontwikkeld in de jaren 1930 door de Italiaanse neurologen Ugo Cerletti en Lucio Bini als behandeling voor psychiatrische ziekten. In Nederland werd deze behandeling in 1939 door J.A.J. Barnhoorn (geneesheer-directeur van de psychiatrische inrichting Sint Willibrord te Heiloo) geïntroduceerd, voornamelijk ter behandeling van "psychotische of biologische depressie". Vanaf 1948 maakte men bij de toepassing van ECT gebruik van curare als spierverslappend middel om de spiertrekkingen te onderdrukken. Na de opkomst van werkzame geneesmiddelen voor depressies en psychosen (psychofarmaca), in de jaren 60 van de 20e eeuw, begon de toepassing van ECT in Nederland af te nemen.
De effectiviteit van ECT werd betwijfeld en de bijwerkingen werden als onaanvaardbaar bestempeld. Ook werd gesteld dat ECT soms als machtsmiddel werd gebruikt om lastige of moeilijke patiënten tot aangepast gedrag te dwingen.
De behandeling raakte hierdoor in diskrediet. In enkele klinieken in Nederland bleef ECT echter beschikbaar voor de behandeling van zeer ernstig therapieresistente patiënten, die op geen andere therapie reageerden. De film en het boek One Flew Over the Cuckoo's Nest schetsen een beeld van deze therapie zoals deze werd toegepast in 1975. Omwille van het dramatische effect is de invloed van spierverslappers hier echter weggelaten. In 1985 stelde de Geneeskundige Inspectie voor de Geestelijke Volksgezondheid de "Richtlijnen Elektroconvulsie Therapie" vast, waarin de toepassing van deze behandeling werd beperkt tot aangewezen opleidingsklinieken. Als indicaties werden de "ernstige vitaal-depressieve syndromen" en de "pernicieuze psychosen" genoemd en werd ECT geïndiceerd geacht als er sprake was van "een toestand, die het nalaten van deze behandeling tot een kunstfout maakt".
Alle behandelingen moesten sindsdien worden gemeld bij de Geneeskundige Hoofdinspectie, waardoor staatstoezicht werd gehouden op de toepassing en de indicaties in Nederland. Later werd deze toezichthoudende taak overgenomen door de Landelijke Evaluatiecommissie ECT (LEE), en sinds 2000 registreert de Nederlandse Vereniging voor Psychiatrie (Werkgroep ECT Nederland) het aantal behandelingen, de indicaties en het behaalde resultaat. Sinds haar oprichting in 2000 heeft de LEE geen cijfers naar buiten gebracht.

## Indicaties
ECT wordt in Nederland toegepast volgens de richtlijnen van de Nederlandse Vereniging voor Psychiatrie.
De hoofdlijnen van de indicaties volgens de Richtlijn Elektroconvulsietherapie 2010 zijn:
1. Depressie - met psychotische kenmerken
2. Depressie - bij medicatieresistentie
3. Depressie - met suïcidaliteit
4. Depressie – bij ouderen
5. Depressie – bij adolescenten
6. Manie, rapid cycling, bipolaire stoornis en cyclothymie
7. Schizofrenie, schizoaffectieve stoornis
8. Catatonie, neuroleptisch maligne syndroom en delier
9. Ziekte van Parkinson

De NICE (National Institute for Clinical Excellence) beschrijft de volgende hoofdlijnen voor indicaties voor het Verenigd Koninkrijk:
1. Ernstige depressieve ziekte
2. Catatonie
3. Een langdurige of ernstige manische episode

## Toepassing
Nadat door een psychiater met kundigheid op het gebied van ECT de indicatie voor deze behandeling is gesteld, er bij lichamelijk onderzoek geen contra-indicaties zijn vastgesteld, en de patiënt (of zijn wettelijke vertegenwoordiger) toestemming heeft gegeven voor de behandeling, wordt overgegaan tot toepassing van ECT. Deze behandeling vindt meestal tweemaal per week plaats, waarbij de patiënt onder gecontroleerde omstandigheden (bewaking van het hartritme met een ecg, constante meting van de bloeddruk, en bewaking van de hersenactiviteit met een EEG) door middel van een kortwerkend anestheticum (toegediend door een anesthesioloog via een intraveneuze canule) in slaap wordt gebracht. Als de patiënt volledig onder narcose is, wordt door de anesthesioloog een spierverslapper toegediend, vaak suxamethonium. Op het hoofd van de patiënt worden door de psychiater elektroden (metalen plaatjes) geplaatst. Vervolgens wordt met een speciaal daarvoor ontworpen geavanceerd apparaat een korte pulsstroom door deze elektroden geleid, waarbij de stroom door de voorkant van de hersenen loopt (de zogenaamde frontale kwabben). Hierdoor wordt een epileptische aanval opgewekt. Doordat de patiënt een spierverslapper heeft gekregen ontstaan er bij deze epileptische aanval geen spierschokken. Vervolgens treden er in de hersenen mechanismen in werking die zelf deze epileptische activiteit weer beëindigen. In totaal duurt de epileptische activiteit in de hersenen circa 30-60 seconden. Vervolgens werkt - enkele minuten later - de spierverslapper uit en komt de patiënt weer bij uit de narcose. De patiënt wordt vervolgens nog gedurende een half uur bewaakt op een verkoeverkamer.
ECT wordt toegepast bij patiënten die opgenomen zijn in het ziekenhuis, maar patiënten kunnen de behandeling ook in dagbehandeling ondergaan. Na de ECT gaan ze dan weer naar huis.
Meestal zijn 6 tot 12 behandelingen nodig. Omdat in Nederland ECT met name toegepast wordt bij ernstig therapieresistente patiënten duurt het vaak langer voordat het effect van de behandeling optreedt en zijn soms (veel) meer behandelingen nodig. Soms is ECT het enige middel dat helpt en is een onderhoudsbehandeling geïndiceerd. Patiënten krijgen dan - meestal in dagbehandeling - één keer per 2 tot 6 weken een ECT.

## ECT onder dwang
ECT kan in Nederland onder dwang worden toegepast in het kader van de Wet zorg en dwang of de Wet verplichte ggz als voldaan is aan de wettelijke grondslag voor dwangbehandeling. 
Op deze praktijk bestaat kritiek, vanwege het risico op het toebrengen van onherstelbaar geheugenverlies als gevolg van de behandeling en de schending van de lichamelijke en geestelijke integriteit, zonder de uitdrukkelijke toestemming van de patiënt.

## Resultaten
Berichten over het effect zijn verdeeld. Internationaal en Nederlands onderzoek laat positieve resultaten zien. Of die resultaten bij ouderen ook beter zijn dan die van behandeling met antidepressiva, kon een Cochrane-review niet vaststellen; de drie beschikbare onderzoeken waren van onvoldoende kwaliteit. Een Cochrane-review over gebruik van ECT bij schizofrenie (26 trials) concludeerde dat sommige patiënten er op de korte termijn baat bij hadden, in combinatie met antipsychotica, en dat er geen bewijs was om het gebruik bij schizofrenie af te raden. Uit vergelijkend onderzoek waarbij sommige patiënten ECT kregen toegediend en anderen een placebo-behandeling, bleek vanaf een maand na behandeling geen effect van de ECT-behandeling naar voren te komen. Uit een Engels overzicht, waarin de resultaten van vragenlijsten over subjectief geheugenverlies zijn samengevat, blijkt dat tussen 29% en 55% van de respondenten langdurige of permanente geheugenveranderingen ervaren. Geconcludeerd wordt dat de informatie voor patiënten van de Royal College of Psychiatrists, die stelt dat dat meer dan 80% van de patiënten tevreden is met elektroconvulsietherapie en dat geheugenverlies klinisch niet significant is, ongegrond is.

## Bijwerkingen
Bijwerkingen zijn onbedoelde neveneffecten van een behandeling. Ook bij ECT zal de psychiater samen met de patiënt moeten afwegen of de mogelijke bijwerkingen ernstiger zijn dan het beoogde effect of de risico's als niet behandeld wordt. De belangrijkste bijwerkingen van ECT zijn geheugenproblemen. Deze worden door 70% van de patiënten gerapporteerd en circa 30-55% beschrijft deze als blijvend. Vaak worden gebeurtenissen voor en tijdens de behandelperiode met ECT vergeten. Het blijkt dat kort na de behandeling de oude herinneringen het minst, en de nieuwe herinneringen het sterkst zijn aangetast. Naast geheugenproblemen worden hoofdpijn (10 tot 45% van de patiënten), misselijkheid (25%), kortdurende verwardheid direct na ECT (10%), gebitsbeschadiging (3%) en spierpijn (2%) door patiënten genoemd.

## Duur van het effect
ECT is niet werkzaam op langere termijn: 50 tot 70% van de depressieve patiënten valt binnen een half jaar of korter terug. Overigens is het risico op terugkeer van de psychiatrische aandoening ook na het staken van medicijnen aanzienlijk en dit verschilt dus niet veel van ECT. Het geven van ECT-onderhoudsbehandelingen brengt echter het risico van meer geheugenschade met zich mee. Psychotherapie of sociaalpsychiatrische ondersteuning kan, evenals medicatie, helpen de kans op terugval te verlagen en kan patiënten helpen om de omstandigheden waarin de kans op terugval groter is te veranderen.

## Hoe grijpt ECT in?
Meer dan een halve eeuw na de introductie weet men nog niet hoe deze behandeling ingrijpt op depressies. Wel zijn bij onderzoek met dierproeven verschillende effecten gerapporteerd, zoals een toename van dopamine-D1- en D2-receptoren in de nucleus accumbens en afname van het aantal noradrenaline-receptoren in postsynaptische zenuwcellen. Later onderzoek suggereert dat ECT mogelijk ook oude neurale verbindingen en de groei van nieuwe neurale verbindingen in de hersenen stimuleert (zie Controverse)